# Pablo Faget
Pablo Faget (Pierre-Paul Faget, Bordeaux, Francia, 13 de junio de 1826 - Montevideo, Uruguay, 1 de octubre de 1910) fue un músico, pianista, compositor y maestro francés que se radicó en Montevideo (Uruguay) donde vivió la mayor parte de su vida.

## Biografía
Nacido en Burdeos, Francia, tuvo una sólida formación en diferentes conservatorios de su país natal incluyendo el Conservatorio Musical de Paris. En 1847 llegó a Montevideo donde se radicó impartiendo clases de piano y composición. En la década de 1850 vivió en la colonia francesa de Pondicherry (India), y de regreso en Bordeaux. Se instaló nuevamente en el Uruguay en los años de 1860. En 1866 propuso que el Estado se encargara de impartir clases de música, propuesta que no fue aceptada pero que sentó las bases para que en 1875 se creara el primer conservatorio musical llamado La Lira.
Compuso obras para piano y algunas para orquesta.
Realizó varias presentaciones en Uruguay incluyendo una junto al destacado compositor estadounidense Louis Moreau Gottschalk en el Teatro Solis en 1868.
Su nieto fue Luis Cluzeau Mortet y fue su Maestro durante los primeros años de su vida.